# Temple Zhenru (Yongxiu)
Le Temple Zhenru (chinois : 真如寺 ; pinyin : zhēnrú sì ; litt. « temple tathatā » est un temple bouddhiste situé sur le Xian de Yongxiu, ville-préfecture de Jiujiang, dans la province du Jiangxi, en République populaire de Chine, dont l'ensemble des constructions datent de la Dynastie Tang à la dynastie Yuan.

## Protection patrimoniale
Il est classé temple bouddhiste d'importance nationale en région Han (en) depuis 1983.
Il est classé, depuis le 25 mai 2006 dans la 6e liste des sites historiques et culturels majeurs protégés au niveau national, pour le Jiangxi sous l'intitulé de « Forêt de pagodes du temple Zhenru » 真如寺塔林, zhēnrú sì et le numéro de catalogue 6-601.
| Image | Traduction en français                             | Nom Chinois                                                                   |
| ----- | -------------------------------------------------- | ----------------------------------------------------------------------------- |
|       | Pagode du vénérable bonze Taoying (zh)             | 道膺禅师塔 / 道膺禪師塔, dàoyīng chánshī tǎ                                   |
|       | Pagode de la loi du moine totalement ignorant (zh) | 颛愚和尚全身法塔 / 顓愚和尚全身法塔, zhuānyú héshang quánshēn fǎ tǎ           |
|       | pagode du vénérable bonze Huishan Jiexian (zh)     | 晦山戒显禅师全身塔 / 晦山戒顯禪師全身塔, huì shān jièxiǎn chánshī quánshēn tǎ |
|       | pagode du vénérable bonze Xinying (zh)             | 心印禅师塔 / 心印禪師塔, xīnyìn chánshī tǎ                                    |
|       | Pagode du vénérable bonze Xinkong (zh)             | 心空禅师塔 / 心空禪師塔, xīnkōng chánshī tǎ                                   |
|       | Jardin de pagodes du vénérable bonze Xuyun (zh)    | 虚云禅师塔院 / 虛雲禪師塔院, xūyún quánshēn tǎyuàn                            |